# Pułk Konny im. Ołeksandra Udowyczenki
3 pułk konny im. Ołeksandra Udowyczenki – oddział kawalerii Armii Ukraińskiej Republiki Ludowej.

## Formowanie i zmiany organizacyjne
W wyniku rozmów atamana Symona Petlury z naczelnikiem państwa i zarazem naczelnym wodzem wojsk polskich Józefem Piłsudskim prowadzonych w grudniu 1919, ten ostatni wyraził zgodę na tworzenie ukraińskich jednostek wojskowych w Polsce.
Pułk został sformowany z resztek rozbitej 26 grudnia 1919 w okolicach Żywotowa 3 Żelaznej Dywizji Strzelców. W jego skład weszły cztery sotnie kawalerii i jedna karabinów maszynowych. Każda z sotni nosiła imię jednego z oddziałów rozbitej dywizji i kultywowała jego tradycje. W momencie sformowania pułk liczył 140 „szabel” i 4 karabiny maszynowe. Używał pieczęci z napisem „3 pułk konny pułkownika Udowyczenki”, choć nazwa ta nie została oficjalnie zatwierdzona. 30 czerwca pułk utracił status samodzielnej jednostki i został włączony do Samodzielnej Dywizji Kawalerii.
W październiku Armia URL przeprowadziła mobilizację. W jej wyniku liczebność jej oddziałów znacznie wzrosła. W związku z podpisaniem przez Polskę układu o zawieszeniu broni na froncie przeciwbolszewickim, od 18 października  wojska ukraińskie zmuszone były prowadzić działania zbrojne samodzielnie.
W listopadzie, pod naporem wojsk sowieckich, brygada doznała dużych strat i przeszła na zachodni brzeg Zbrucza, gdzie została internowana przez Wojsko Polskie.
Na podstawie rozkazu dowódcy dywizji nr 50 z 13 kwietnia 1921, pułk wydzielił część swoich oficerów i szeregowych dla formowania nowego 6 pułku konnego. Rozkazem nr 14 z 2 października 1921 jednostka otrzymała nową nazwę 3 Czehryński pułk konny im. hetmana Bohdana Chmielnickiego. W związku z demobilizacją Armii URL i likwidacją obozów internowania żołnierzy ukraińskich w Polsce, pułk w 1924 został rozformowany.

## Żołnierze pułku
| Dowódcy jednostki             |                         |       |
| Stopień imię i nazwisko       | Okres pełnienia służby  | Uwagi |
| płk Hnat Stefaniw             | 6 XII 1919 – 18 IV 1920 |       |
| płk Hryhoryj Czyżewskyj       | 18 IV –7 VI             |       |
| płk Ołeksandr Wyszniwskyj     | 7 VI – 9 VII            |       |
| por. Iwan Kopyłow             | 9 – 12 VII              |       |
| sot. Mykoła Liubymeć          | 12 VII – 30 IX          |       |
| por. Pawio Zabaryło           | 30 IX – 3 X             |       |
| sot. Maksymilian Naszczubskyj | 3 X – 6 XI              |       |
| por. Pawio Zabaryło           | 6 Xl – koniec wojny     |       |

| Kawalerowie Krzyża Walecznych | Kawalerowie Krzyża Walecznych | Kawalerowie Krzyża Walecznych |
| ----------------------------- | ----------------------------- | ----------------------------- |
| chor. Bajdak Swiatosław       | bun. Baziuk Mykoła            | roj. Bojko Kostiantyn         |
| czot. Bandar Kostiantyn       | czot. Bożeniuk Sydir          | szer. Cacocha Maksym          |
| czatowy Ciurupa Platon        | szer. Derkacz Pawła           | szer. Didyk Dmytro            |
| por. Dubenczuk Mykoła         | pchor. Dyszluk Andrij         | chor. Holub Hryhorij          |
| czot. Hulka Tychon            | hurt. Illaszewycz Ołeksa      | chor. Jeżiw Arsen             |
| roj. Kapituła Stepan          | hurt. Karmalickyj Semen       | chor. Kmet-Krnetyk Ołeksa     |
| por. Konopa Łuka              | szer. Kroszka Wasyl           | sot. Makij Wołodymyr          |
| szer. Markowycz Ołeksandr     | szer. Myronenko Samijło       | por. Naboka Iwan              |
| sot. Naszczubskyj Maksymilian | chor. Nazarenko Musij         | hurt. Obuszynskyj Fedir       |
| roj. Popiw Opanas             | chor. Rafałowskyj Iwan        | szer. Reszyt'ko Pawła         |
| por. Rodak Dmytro             | chor. Rybczynskyj Lew         | roj. Sadowniczyj Nestor       |
| szer. Sandiuk Ołeksa          | podchor. Seweryn Andrij       | por. Sikorskyj Petro          |
| chor. Sładkomediw Iwan        | chor. Słuchajiwskyj Serhij    | chor. Stachurskyj Serhij      |
| czot. Stanisławczuk Iwan      | szer. Sycz Illja              | pchor. Syleckyj Panas         |
| hurt. Synelnykiw Mychajło     | roj. Sywohłaz Andrij          | szer. Szawarskyj Kłym         |
| pchor. Szczerbakiw Mychajło   | pchor. Szebytczenko Łarion    | chor. Tiochta Ariston         |
| por. Troms Wasyl              | pchor. Wasylczenko Wasyl      | chor. Wilnyj Fedir            |
| por. Zabaryło Pawio           | chor. Zwedeniuk Oksen         |                               |